# Joseph di Riquet de Caraman-Chimay
Marie Joseph Guy Henry Philippe di Riquet de Caraman, XVIII Principe di Chimay (Château de Menars, 9 ottobre 1836 – Bruxelles, 29 marzo 1892), è stato un diplomatico e politico belga.
Fu noto come ambasciatore presso la Santa Sede (1846-1847), governatore della provincia di Hainaut (1870-1878) e ministro degli esteri (1884-1892).
I suoi genitori erano Joseph de Riquet de Caraman, XVII Principe di Chimay ed Émilie Pellapra. I suoi sei figli furono anch'essi famosi, soprattutto Élisabeth (che sposò il conte di Greffulhe) e il suo  erede Joseph de Caraman Chimay (1858-1937), celebre sportivo (schermitore olimpico), nonno dell'attuale principe di Chimay, Philippe (n.1948).
Ha anche tenuto concerti privati, con lui al violino e sua moglie al piano. In ricordo di uno di questi a cui aveva assistito, Franz Liszt, dedicò una messa a Caraman-Chimay. La cugina del principe fu la celebre pianista Marie-Clotilde-Élisabeth Louise de Riquet.
Il principe di Caraman e di Chimay, governatore della provincia di Hainaut, fondò delle scuole per le "buone massaie" nei centri industriali della sua provincia e tracciò la via seguita subito da altre nazioni, fra le quali la Svizzera, la Germania, la Scandinavia, gli Stati Uniti e ultima la Francia, paese assai ligio alle tradizioni, e ultimissima l'Italia, dove si è fatto pure qualche lodevole tentativo.
Le scuole per buone massaie vantavano, all'epoca, utili corsi di cucina e di economia domestica;